# Dylan Horrocks
Pour les articles homonymes, voir Horrocks.
Dylan Horrocks, né à Auckland en 1966, est un auteur de bandes dessinées néo-zélandais.
Il est l'auteur en 1992 de l'album Hicksville, qui a connu un certain retentissement dans le monde anglo-saxon et qui a été adapté en français par L'Association en 2001.

## Prix et récompenses
- 2002 : Prix Eisner du talent méritant une plus grande reconnaissance pour Hicksville